# Comicus capensis
Comicus capensis är en insektsart som beskrevs av Brunner von Wattenwyl 1888. Comicus capensis ingår i släktet Comicus och familjen Schizodactylidae. Inga underarter finns listade i Catalogue of Life.